# Gerard de Ridefort

Escut d'Armes de Gérard de Ridefort.

 Gerard de Ridefort , també anomenat  Girard de Ridefort , va néixer a  Flandes  l'any 1140. Fadristern d'un noble flamenc, no espera aconseguir fortuna al seu país, de manera que s'uneix a la Segona Croada a 1146, amb la idea d'aconseguir el senyoriu feudal. Ramon III de Trípoli li promet un ric matrimoni amb el seu vassalla Llúcia de Botrun, però el rei canvia de parer i prefereix acceptar l'oferta d'un ric comerciant Pisano. Això converteix Ridefort en el seu mortal enemic.
Posteriorment s'alia amb Guy de Lusignan i ingressa a l'Orde del Temple arribant a ser Senescal a 1183 i aconsegueix ser elegit Gran Mestre a 1184. Després de la mort de Balduí IV a 1185 i de Balduí V poc després, el 1186, Ridefort arrabassa la corona de l'Regne de Jerusalem a Ramon III en benefici del seu aliat Guy de Lusignan.
Les temeràries campanyes que impulsa contra Saladí resulten desastroses i causen nombroses pèrdues humanes en ambdós bàndols.
A la seva mort davant la ciutat de Sant Joan d'Acre, l'1 d'octubre de 1189, els quatre Estats Llatins estan exhausts i dessagnats i la sort dels combats és incerta.
Segons Steven Runciman la mort de Gerard de Ridefort va succeir quan, en Acre,  "Saladí va carregar amb totes les seves forces i va fer retrocedir als croats en desordre cap al seu campament, que es trobava al mateix temps atacat per una sortida procedent de la guarnició d'Acre. Molts cavallers francs van caure a la batalla, entre ells Andreu de Brienne. Les tropes alemanyes van ser presa del pànic i van patir greus pèrdues, que van ser també molt elevades entre els templers. El gran mestre del Temple, Gerardo de Ridfort, esperit maligne de Guido en els dies que van precedir Hattin, va ser fet presoner i va pagar amb la vida les seves insensateses. Conrado només es va salvar de ser capturat per la intervenció del seu rival, el rei Guido.